# Conferva
Conferva – rodzaj glonów wyróżniany w dawnych systemach taksonomicznych. W języku polskim Stanisław Bonifacy Jundziłł używał w odniesieniu do nich nazwy zrostnica. Czasem stosowano nazwę zielenica, stosowaną obecnie dla dużej grupy glonów, a w tekstach popularnych używano nazwy wodne nici.

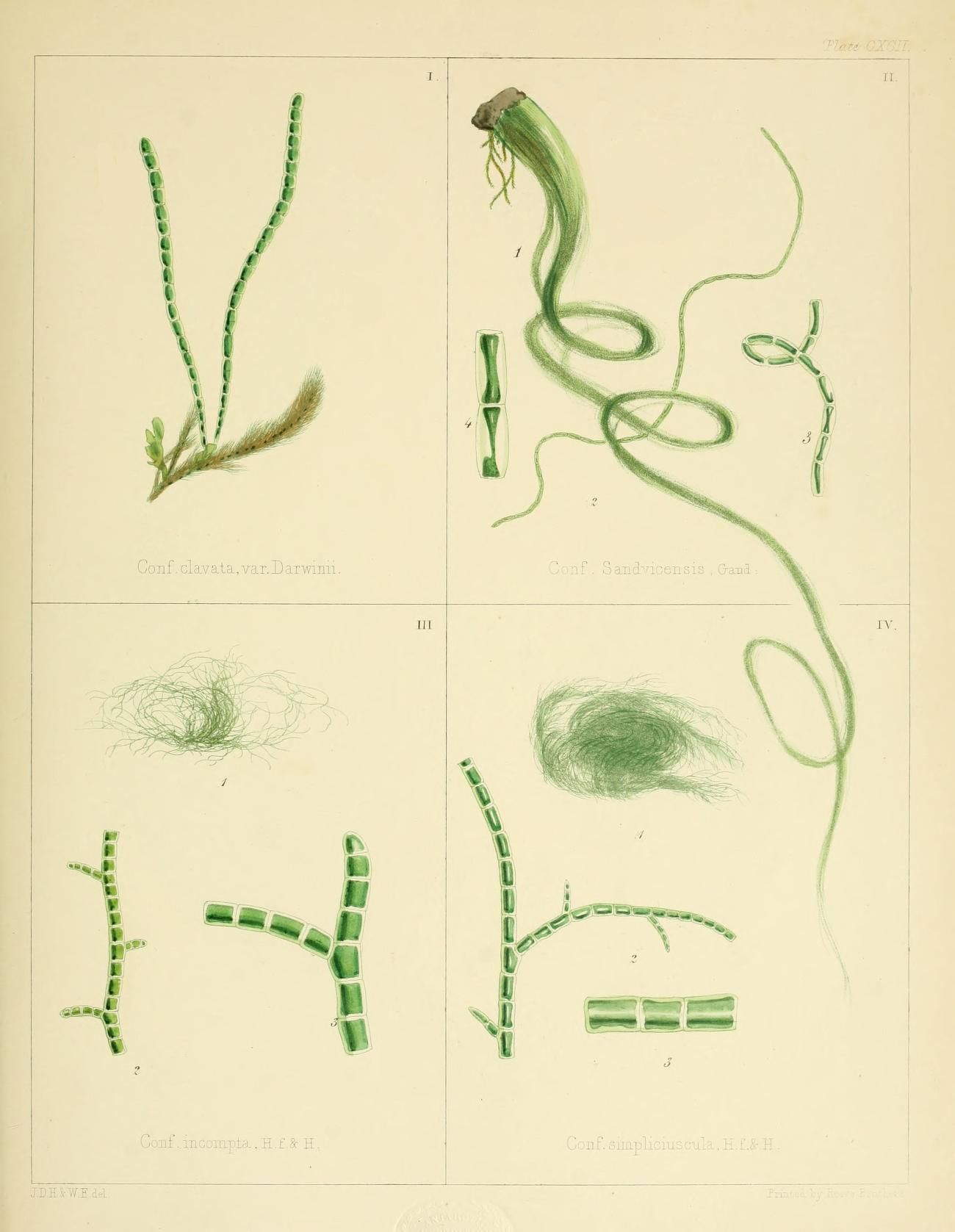
Kilka gatunków zaliczanych niegdyś do rodzaju Conferva. Conferva clavata var. darwinii J.D.Hooker & Harvey (obecnie Chaetomorpha coliformis (Montagne) Kützing), Conferva sandvicensis C.Agardh (obecnie nieidentyfikowana), Conferva incompta Hook. fil. et Harv. (obecnie Cladophora incompta (J.D.Hooker & Harvey) J.D.Hooker & Harvey), Conferva simpliciuscula Hook. fil. et Harv. (obecnie Cladophora subsimplex Kützing)

Conferva była jednym z nielicznych rodzajów glonów opisanych Karola Linneusza w Species Plantarum. Obejmowała wówczas przedstawicieli glonów nitkowatych. Linneusz w pierwszym wydaniu Species Plantarum opisał 21 następujących gatunków: C. rivularis (u Jundziłła zrostnica strumykowa, obecnie Cladophora rivularis (Linnaeus) Hoek), C. fontinalis  (zrostnica zdrojowa, obecnie Vaucheria fontinalis (Linnaeus) T.A.Christensen), C. bullosa (zrostnica nadęta, obecnie Cladophora glomerata var. crassior (C.Agardh) Hoek), C. canalicularis (obecnie Vaucheria canalicularis (Linnaeus) T.A.Christensen), C. amphibia (zrostnica ziemno-wodna, obecnie Vaucheria dillwynii (F.Weber & D.Mohr) C.Agardh), C. littoralis (obecnie Pylaiella littoralis (Linnaeus) Kjellman), C. aeruginosa (obecnie Spongomorpha aeruginosa (Linnaeus) Hoek), C. dichotoma (obecnie Vaucheria dichotoma (Linnaeus) C.Martius), C. scoparia (obecnie Halopteris scoparia (Linnaeus) Sauvageau), C. cancellata (obecnie Ceramium cancellatum (Linnaeus) De Candolle), C. reticulata (zrostnica siatkowata, obecnie Hydrodictyon reticulatum (Linnaeus) Bory), C. fluviatilis (zrostnica rzeczna, obecnie Lemanea fluviatilis (Linnaeus) C.Agardh), C. gelatinosa (zrostnica paciorkowa, obecnie Batrachospermum gelatinosum (Linnaeus) De Candolle), C. capillaris (obecnie Cladophora glomerata (Linnaeus) Kützing), C. corallinoides (obecnie Griffithsia corallinoides (Linnaeus) Trevisan), C. catenata (obecnie Cladophora fuliginosa Kützing), C. polymorpha (obecnie Ceramium virgatum Roth), C. vagabunda (obecnie Cladophora vagabunda (Linnaeus) Hoek), C. glomerata (zrostnica skupiona, obecnie Cladophora glomerata (Linnaeus) Kützing), C. rupestris (obecnie Cladophora rupestris (Linnaeus) Kützing), C. aegagropila (obecnie Aegagropila linnaei Kützing). Opisywaną wcześniej przez innych autorów Conferva marina fistulosa uznał za Ulva confervoides. W kolejnych latach badacze opisywali kolejne gatunki i odmiany z tego rodzaju, co dało ponad tysiąc taksonów wobec niego podrzędnych. Z czasem kolejne gatunki tego rodzaju zaczęto przenosić do innych rodzajów z różnych grup glonów – zielenic, krasnorostów czy chromistów, jak również sinic. W niektórych przypadkach dany opis jest na tyle mało szczegółowy, że podczas weryfikacji nie udało się potwierdzić przynależności do innego gatunku, przez co w systemie AlgaeBase w 2016 roku 61 gatunków lub odmian było uznane za obowiązujące, choć o statusie incertae sedis, podlegając bezpośrednio pod domenę Eukaryota. Niektórzy przedstawiciele zaliczani niegdyś do tego rodzaju obecnie nie są uważani za glony, przykładowo, Conferva orthotrichi Dillwyn 1809 jest mchem Zygodon conoideus.